# Kalmar Tändsticksfabrik

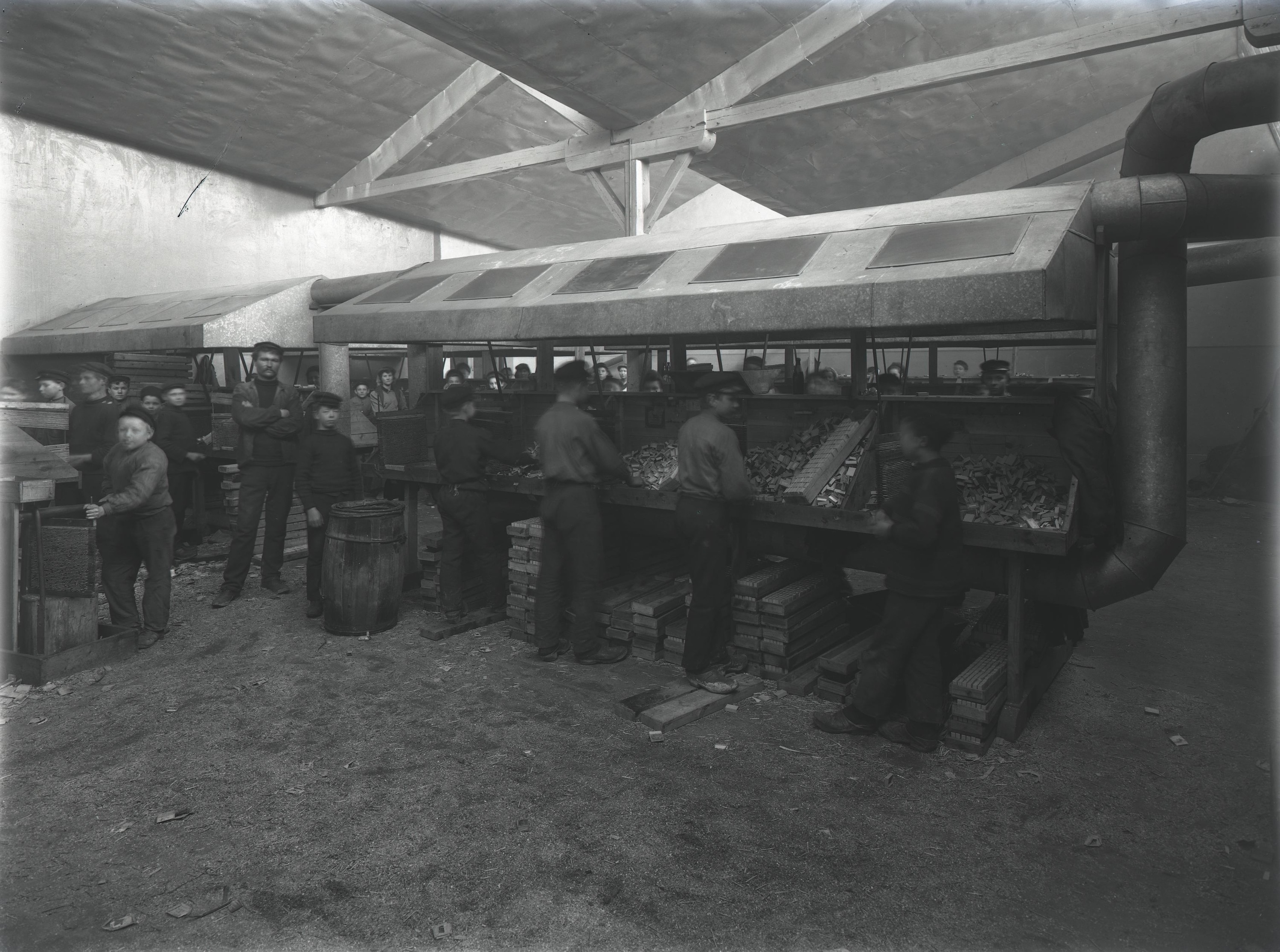
Arbete med sammansättning av tändsticksaskar på Kalmar tändsticksfabrik, 1908

Kalmar Tändsticksfabrik var en tändsticksfabrik i Kalmar.  

## Historik
Det fanns tidigare 33 tändsticksfabriker i Kalmar län, varav fyra i Kalmar stad, två i Vassmolösa, en i vardera Loverslund och Rockneby.
Den första fabriken i nuvarande Kalmar kommun var Fredriksdahls Tändsticksfabrik, som grundades i Vassmolösa 1847 och flyttades till Kalmar 1855. År 1858 grundades Gustafsbergs Tändsticksfabrik och J.F. Lindahls Tändsticksfabrik. Andra fabriker i Kalmars omgivning var den 1870 grundade Strömsholms Tändsticksfabrik, Ryssby Tändsticksfabrik från 1872 och Lovers Tändsticksfabrik från 1873. Gustafsbergs, Lindahls och Lovers tändsticksfabriker kom tillsammans med Ystads Tändsticksfabrik och Wäxiö Tändsticksfabrik från 1887 med i Swedish Match Company Ltd med säte i London.

## Kalmar Tändsticksfabrik
Kalmar tändsticksfabrik var den största av tändsticksfabrikerna i Kalmar. Den grundades 1906 av bröderna Ernst August Kreuger och Fredrik Kreuger (född 1858) firma E & F Kreuger och byggdes upp av Ernsts son Torsten Kreuger. Bröderna hade tidigare grundat Mönsterås Tändsticksfabrik. Kalmarfabriken låg vid Torsåsgatan, med Kalmar Verkstad som närmaste granne.
År 1912 sammanslogs fabrikerna i Mönsterås och Kalmar till AB Kalmar och Mönsterås Tändsticksfabriker, med säte i Kalmar. Året därpå bildades AB Förenade Svenska Tändsticksfabriker av tolv fabriker med Ivar Kreuger som verkställande direktör. Detta företag fusionerades med Jönköpings och Vulcans Tändsticksfabriks AB 1917 för att bilda Svenska Tändsticksaktiebolet (STAB).
Kalmarfabriken producerade både säkerhets- och paraffinständstickor för export, bland annat till Grekland och Venezuela och senare till Nederländerna.
Tillverkningen upphörde 1967. De lediga lokalerna övertogs av Kalmar Verkstad för produktion av plastbilen Tjorven för Postverket. Några av byggnaderna är bevarade, bland annat den tidigare lådfabriken från 1906.